# Drave des Pyrénées
Petrocallis pyrenaica
Espèce
La Drave des Pyrénées ou Pétrocalle des Pyrénées (Petrocallis pyrenaica) est une espèce de plantes vivaces herbacée de montagne de la famille des Brassicacées et du genre Petrocallis.

## Description

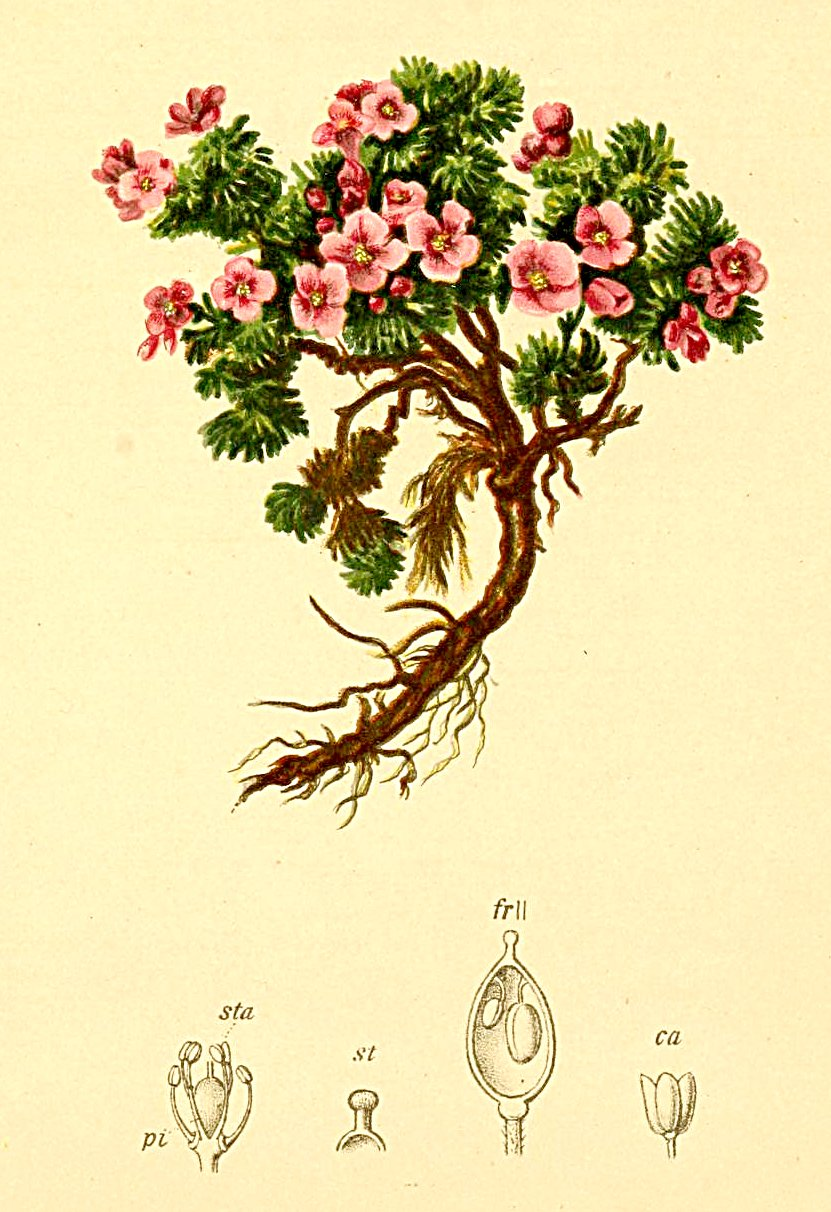
Illustration botanique.

### Appareil végétatif
C'est une plante herbacée de 2 à 8 cm de haut, poussant en coussinets lâches, possédant des tiges aphylles couronnées de fleurs à leur extrémité. Les feuilles sont toutes disposées en rosette à la base de la tige. Cunéiformes et pouvant atteindre 8 mm de long, elles sont divisées en 3 à 5 lobes à leur extrémité. Le rhizome, renflé et rampant, développant les feuilles à son extrémité, pénètre souvent dans les fissures des rochers et les élargit.

### Appareil reproducteur
Les fleurs, parfumées, peuvent être de couleur rose, lilas ou violet clair. Elles sont composées de quatre pétales et sépales ovales et peuvent atteindre 1 cm de diamètre. La floraison a lieu de juin à juillet.

## Habitat et écologie

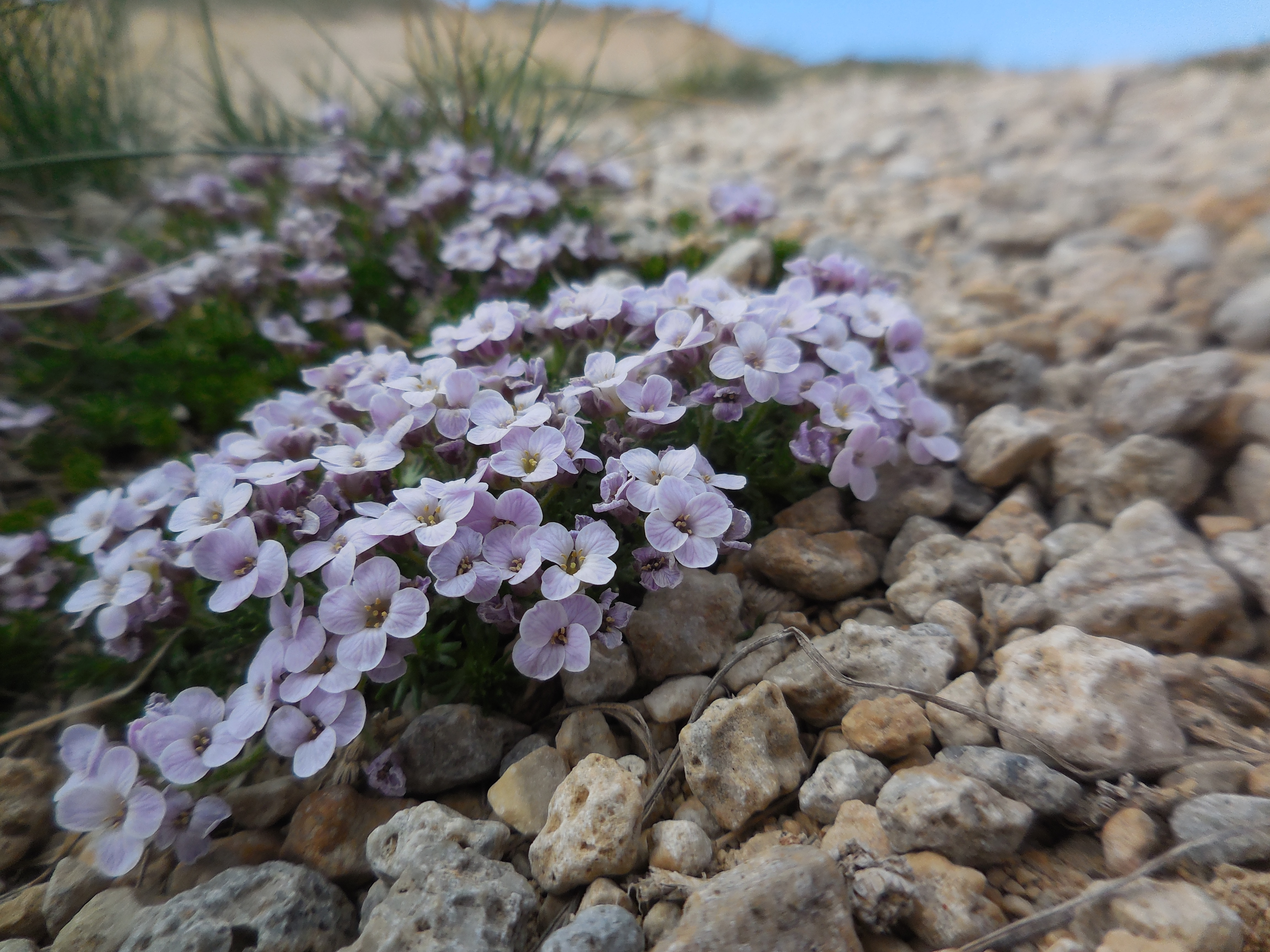
Drave des Pyrénées dans un éboulis.

C'est une plante rare qui pousse dans les fissures et éboulis de rochers, parmi les groupements pionniers des pelouses, sur sols calcaires, de 1 500 à plus de 3 000 m d'altitude.
Elle est classée comme étant de « préoccupation mineure » (LC) sur la Liste rouge de la flore vasculaire de France métropolitaine (2019).

## Répartition
On la rencontre dans les Alpes, les Pyrénées et les Carpates.

## Synonymes
- Crucifera petrocallis E.H.L.Krause, 1902
- Draba pyrenaica L., 1753
- Draba rubra Crantz, 1769
- Zizzia pyrenaica (L.) Roth, 1830